# Dinodnavirus

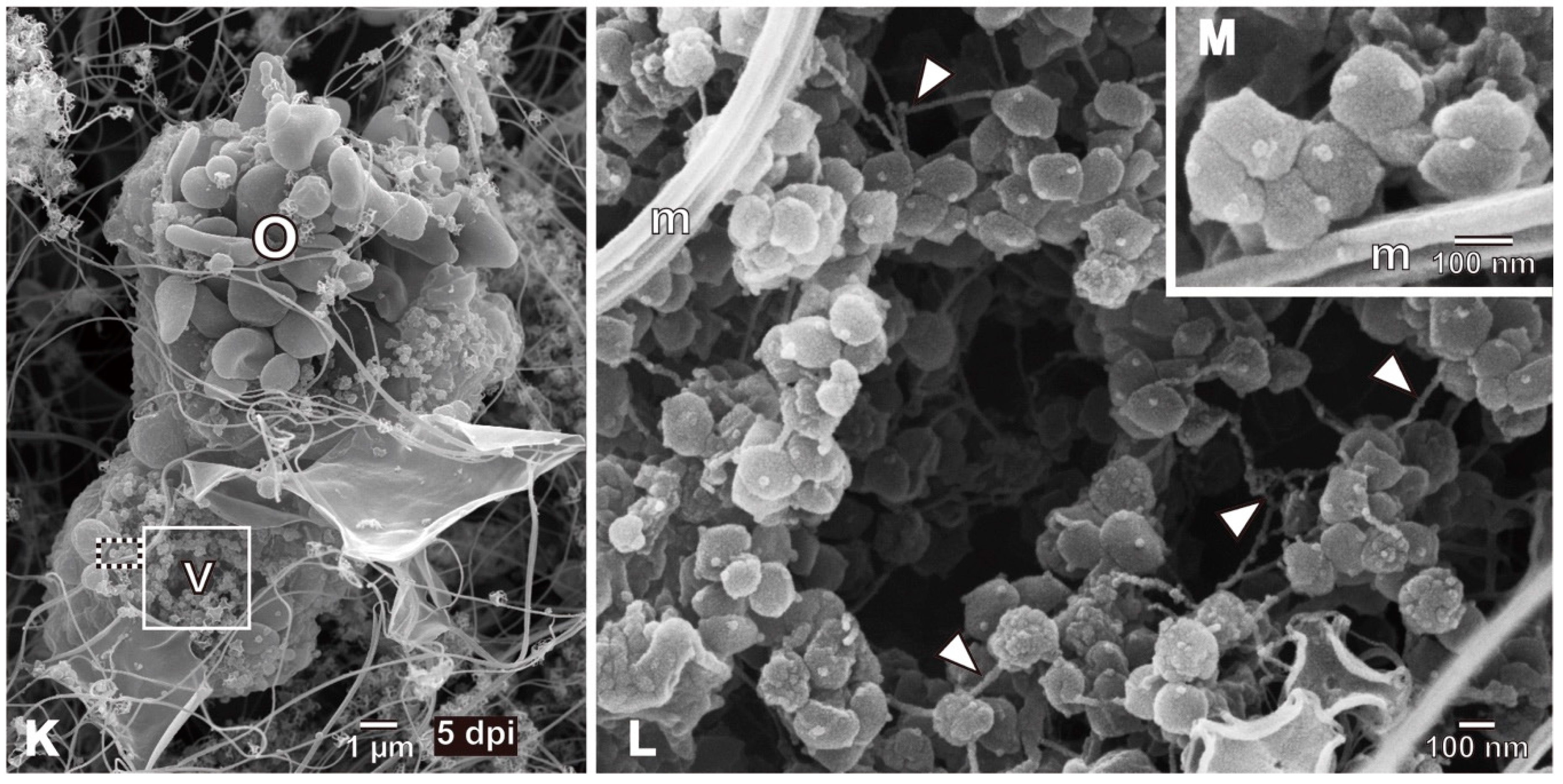
Weitere FE-SEM-Aufnahmen von HcDNAV-Virionen und virusinfizierten Zellen von Heterocapsa circularisquama. (K) Eine lysierte ganze Zelle von H. circularisquama. Sichtbar sind die Organellen (o) des Zytoplamas als auch die Viroplasmen (v). (L) Höhere Vergrößerung des weiß umrandeten Bereichs in (K), der Virionen im Viroplasma zeigt. Viele Viruspartikel haben keine exakt ikosaedrische Formen, sondern sind mit dem Vorsprung bei dem sich bildenden Scheitelpunkt (Vertex) ausgestattet. Außerdem sind faserige Materialien (Pfeilspitzen) vorhanden. (M) Höhere Vergrößerung des gestrichelt umrandeten Bereichs in (K), eine Nahaufnahme unreifer Virionen im Viroplasma zeigend. Abkürzungen: m – von der Wirtszelle ausgeschiedener Schleim, o – zytoplasmatische Organellen, s – Körperschuppen der Wirtszelle, charakteristisch für H. circularisquama, v – Viroplasma.

Dinodnavirus ist eine Gattung der Viren, deren Mitglieder Dinoflagellaten infizieren. Die Gattung ist mit Stand April 2019 nicht klassifiziert. Es handelt sich möglicherweise um Vertreter des Phylums Nucleocytoviricota (früher Nucleocytoplasmic large DNA viruses, NCLDV) mit Riesen- und Pockenviren. 
Der Name ist von dino für Dinoflagellat und DNA abgeleitet. Die (monotypische) Typ-Spezies ist das Heterocapsa circularisquama DNA virus 01 (HcDNAV, früher HcV).

## Virologie
Das Virus besitzt ein icosahedrales Kapsid mit etwa 200 nm Durchmesser. Sein Genom besteht aus einer ds-DNA von einer Größe von ca. 356 kb. Das Virus infiziert das Dinoflagellatum Heterocapsa circularisquama (Dinoflagellaten: Peridiniales). Während der Replikation entstehen Virionen aus einem Teil des Zytoplasmas, dem sogenannten Viroplasma, das vom Virus erzeugt wird.

## Taxonomie
Es gibt derzeit noch keine vom ICTV bestätigte Einordnung dieser Gattung (Stand April 2020). Die Typ-Spezies wurde ursprünglich der Familie Phycodnaviridae (heute in der Ordnung: Algavirales, Klasse Megaviricetes innerhalb der NCLDV)
zugeordnet. Untersuchungen des Genoms der Dinodnaviren haben aber gezeigt, dass die Gattung eher zur Familie
Asfarviridae (heute in der Ordnung Asfuvirales, Klasse Pokkesviricetes)
gehört, ähnlich wie die vorgeschlagenen Taxa „Faustovirus“, „Pacmanvirus“ und „Kaumoebavirus“. Näheres siehe „Faustovirus“ §Äußere Systematik.